# La sangre de las guitarras
 La sangre de las guitarras  es una película de Argentina en blanco y negro dirigida por Vicente G. Retta según su propio guion escrito en colaboración con Carlos Max Viale Paz que tuvo como protagonistas a Vicente Forastieri, Herminia Mancini, Margarita Solá y Francisco Álvarez. El filme no fue estrenado comercialmente.

## Reparto
- Vicente Forastieri
- Herminia Mancini
- Margarita Solá
- Francisco Álvarez